# Tappenalmbahn
De Tappenalmbahn is een stoeltjeslift in het skigebied van de Mayrhofner Bergbahnen. De kabelbaan maakt het makkelijker, zonder wachttijden tenminste, om vanaf de Horbergbahn naar de 150er Tux te gaan.
De kabelbaan is gebouwd in 2003 door Doppelmayr. Men beschikt over 40 stoeltjes en een snelheid van 4 meter per seconde waardoor een capaciteit van 3200 personen ontstaat.